# La Dot (chanson)
Pour l’article homonyme, voir La Dot.
Singles de Aya Nakamura
Copines
(2018) Pookie
(2019)
Clip vidéo
[vidéo] « La Dot », sur YouTube
La Dot est une chanson d'Aya Nakamura, sortie le 19 décembre 2018. 
C'est le troisième single de son deuxième album Nakamura. Le single est certifié disque de diamant en France.
Le clip de la chanson a été visionné plus de 100 millions de fois sur YouTube et comptabilise plus de 75 millions d'écoutes sur Spotify[réf. nécessaire].

## Liste du titre
| 1. | La Dot | Aya Nakamura, Timo | 3:21 |

## Classements et certifications

### Classements
| Classement (2019)                        | Meilleure position |
| ---------------------------------------- | ------------------ |
| Belgique (Wallonie Ultratop 50 Singles)  | 32                 |
| Belgique (Wallonie Ultratop R&B/Hip-Hop) | 5                  |
| France (SNEP)                            | 3                  |
| Pays-Bas (Nederlandse Top 40)            | 15                 |
| Suisse (Schweizer Hitparade)             | 71                 |

| Classement (2019)                  | Position |
| ---------------------------------- | -------- |
| Belgique (Wallonie Ultratop Urban) | 37       |
| France (SNEP)                      | 52       |

### Certifications
| Pays                                                                       | Certification | Ventes certifiées |
| -------------------------------------------------------------------------- | ------------- | ----------------- |
| France (SNEP)                                                              | Platine       | 333 333‡          |
| xNon précisé par la certification ‡ventes/streaming selon la certification |               |                   |

## Historique de sortie
| Pays/Région           | Date             | Format                    | Label             |
| --------------------- | ---------------- | ------------------------- | ----------------- |
| France / Monde entier | 19 décembre 2018 | Téléchargement, streaming | Rec. 118 (Warner) |